# 클리프 아켓
클리퍼드 찰스 "클리프" 아켓(Clifford Charles "Cliff" Arquette, 1905년 12월 27일 ~ 1974년 9월 23일)은 미국의 배우이다.

## 출연 작품
- 커민 라운드 더 마운틴 (1940)